# Alessandro Banfi
Alessandro Banfi (Torino, 26 settembre 1959) è un giornalista, autore televisivo e conduttore televisivo italiano.

## Biografia
Giornalista professionista dal 1983, ha collaborato con Epoca, La Notte, Il Manifesto, Vita e L'Indipendente. Dal 1992 al 1993 è stato direttore del settimanale Il Sabato. Nel 1995 viene chiamato da Enrico Mentana al TG5 e ottiene l'incarico di vicedirettore e anche conduttore dell'edizione della notte del telegiornale. Nello stesso periodo ha insegnato alla scuola di scrittura Holden di Alessandro Baricco. Dal 2005 al 2012 è stato uno degli autori di Matrix. Diventa vicedirettore di Videonews nel 2006 e nell'aprile 2010 viene nominato condirettore. Nel 2011 ha condotto su Rete 4 il programma di approfondimento politico La versione di Banfi, sospeso anticipatamente a causa dei bassi ascolti.
Nel 2012 ha gestito le rubriche di approfondimento su TGcom24 Scelti per voi - Il meglio dei giornali dalle 08.00 del mattino dal lunedì al venerdì e L'intervista della domenica in onda la domenica alle 14.30 (entrambi i programmi durano 30 minuti circa).
Il 10 giugno 2013 è diventato direttore di TGcom24, sostituendo Claudio Brachino, conducendo anche la rubrica La giornata.
Il 31 ottobre 2015 lascia la direzione di TGcom24 per sviluppare una nuova linea di approfondimenti giornalistici per la Direzione Generale Informazione Mediaset e per assumere il ruolo di coordinatore del contenitore quotidiano Pomeriggio Cinque.
Il 1º luglio 2016 diventa capo progetto e direttore responsabile della nuova edizione di Matrix condotta da Nicola Porro e da Piero Chiambretti. Conduce anche per Rete 4 la serie di approfondimenti giornalistici Il Presidente sui grandi della terra. Nella primavera 2018 è autore con Maurizio Costanzo della trasmissione Ieri oggi italiani.
Dal 13 marzo 2019 cura per Rete4 l'edizione del quotidiano “Stasera Italia” condotta da Barbara Palombelli.
Dal 2 settembre 2019 passa alla Rai, dove firma il programma di Rai 1 La vita in diretta, condotta, nell'edizione 2019-2020, da Lorella Cuccarini e Alberto Matano.
Dal 1º maggio al 31 dicembre 2020 passa a Sky Italia, come capo progetto di un nuovo programma quotidiano per TV8: Ogni mattina.
Dall'11 febbraio 2021 propone una rassegna stampa mattutina via newsletter, dalla piattaforma substack.
Dal 19 novembre, ogni venerdì è opinionista fisso presso la trasmissione condotta da Stefano Pettinari "Reporter 2.0".
Nell'autunno 2021 ha realizzato un Podcast, in collaborazione con Vita.it, intitolato "Le Vite degli altri", in cui ha intervistato dieci personalità, premiate in precedenza dal Presidente della Repubblica per meriti civili e sociali.
Nel 2022-2023 ha firmato tre serie Podcast con il regista Emmanuel Exitu e in collaborazione con la Fondazione De Gasperi per il Corriere della Sera, intitolate "Le Figlie della Repubblica".
Da luglio 2022 è Direttore editoriale della Comunicazione della Fondazione Oasis (https://www.oasiscenter.eu/it).
Durante l'estate del 2022 è stato autore di Unomattina estate, trasmissione in diretta su RAIUNO. Nel 2023 ha collaborato col Tg1.
Negli anni accademici 2022/2023 e 2023/2024 ha insegnato Digital journalism agli studenti dell'Università telematica Unicusano. Qui l'insegnamento: https://ricerca.unicusano.it/author/alessandro-banfi/